# Maesopsis eminii

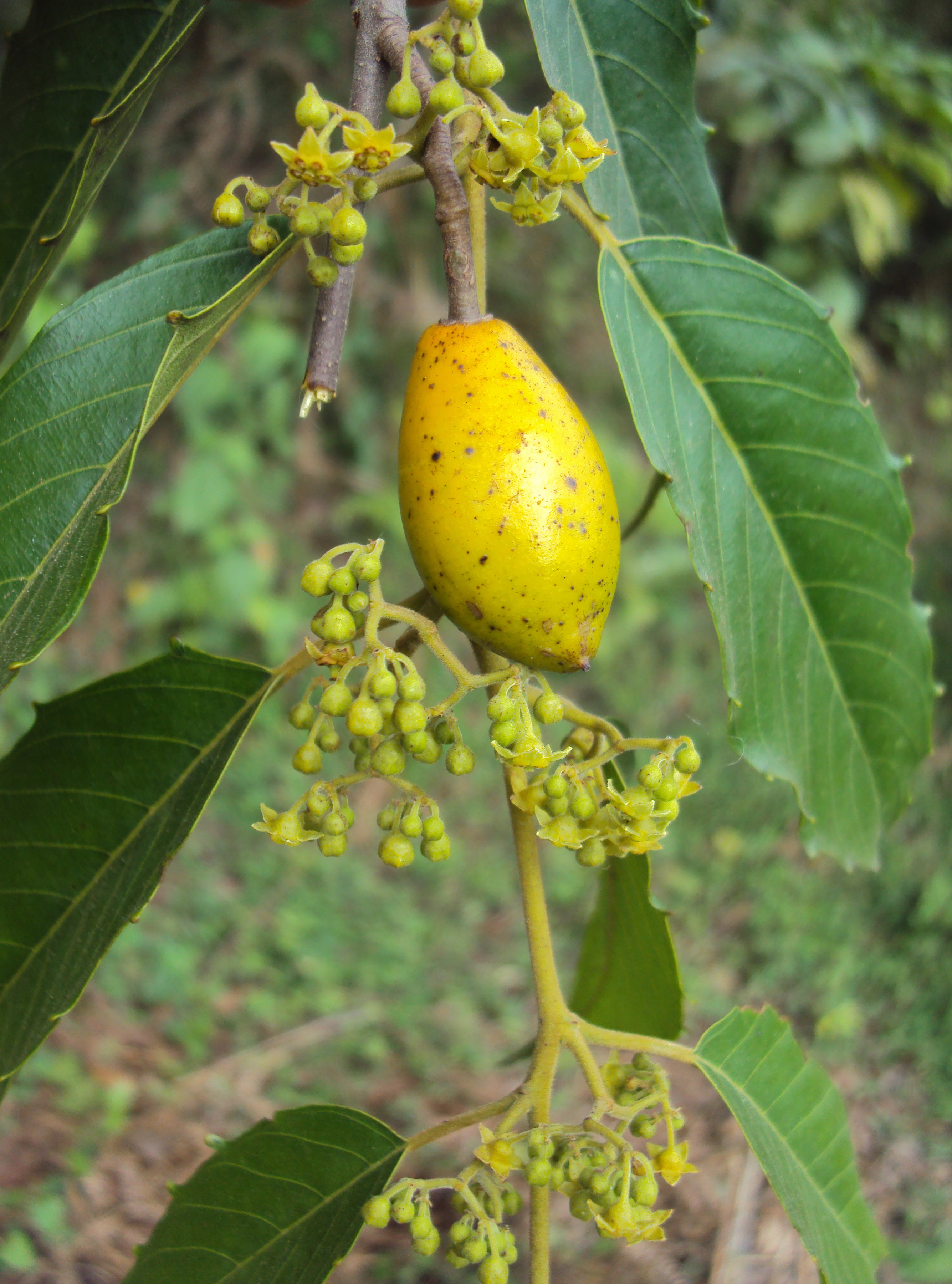
Blätter, junge Frucht und Blütenstand

Maesopsis eminii oder auch Umbrella Tree, Umushehe, Mutere, Musizi ist eine Art aus der Familie der Kreuzdorngewächse (Rhamnaceae) und der einzige Vertreter der Gattung Maesopsis sowie der Tribus Maesopsideae. Sie ist im tropischen Afrika beheimatet.

## Beschreibung
Maesopsis eminii sind unbewehrte, große und schnellwüchsige, halbimmergrüne Bäume die bis zu 25–30 Meter hoch oder höher (45 Meter) wachsen. Der Stammdurchmesser erreicht 1–1,8 Meter.
Die einfachen und kurz gestielten, leicht lederigen Laubblätter stehen wechsel- oder fast gegenständig und sind deutlich entfernt rund-gezähnt bis ganzrandig, mit mehr oder weniger großen Zähnchen. Die Blätter sind eiförmig,- lanzettlich oder elliptisch bis verkehrt-eiförmig. Sie sind fast kahl, zugespitzt oder bespitzt bis geschwänzt und etwa 7–14 Zentimeter lang und 2,5–6 Zentimeter breit. Der bis etwa 1,2 Zentimeter lange Blattstiel ist mehr oder weniger rostig behaart. Die kleinen Nebenblätter sind abfallend.
Die fünfzähligen, gelblich-grünen kleinen und kurz gestielten Blüten mit doppelter Blütenhülle stehen in achselbürtigen, gestielten und vielblütigen, kurzen, leicht rostig behaarten Zymen. Der Blütenbecher ist glockenförmig, der dünne Diskus ist mit dem Blütenbecher verwachsen. Anders als bei vielen Gattungen der Familie sind Kronblätter vorhanden, sie sind 2–3 Millimeter lang, haubenförmig und umschließen die Antheren. Die kleinen Staubblätter sind fast sitzend an den Petalen angeheftet. Der Fruchtknoten ist oberständig und einfächrig. Der kurze Griffel ist dick, die Narbe ist pilz- und sternförmig sowie zehnlappig (oder fünflappig und jeweils zweiteilig). Es ist ein Diskus vorhanden.
Die 2–3,5 Zentimeter großen, verkehrt-eiförmigen, kahlen und leicht bespitzten Früchte mit kleinen Grifferesten sind ein, selten zwei Samen tragende, erst gelbe und später zur Reife schwarz-violette Steinfrüchte. Das Mesokarp ist mehlig und cremefarben.

## Verbreitung und Systematik
Maesopsis eminii findet sich ausschließlich im tropischen Afrika. Art und Gattung wurden 1895 von Heinrich Gustav Adolf Engler erstbeschrieben. Innerhalb der Kreuzdorngewächse wird Maesopsis eminii in die 1895 durch August Weberbauer aufgestellte Tribus Maesopsideae eingeordnet, die Tribus ist monotypisch.

## Forstwirtschaftlicher Nutzen
Maesopsis eminii tendiert als typischer Waldbaum dazu, sich in Konkurrenz zu anderen Bäumen im Längenwachstum durchzusetzen, weshalb er schon vor mehr als einem Jahrhundert als genügsame Beschattung für Plantagen empfohlen wurde. Darüber hinaus wird sein mittelschweres und relativ weiches, nicht beständiges Kernholz zumindest auf dem indischen Holzmarkt hoch geschätzt. Es ist bekannt als Musizi. Der Umbrella Baum erlebt zurzeit im Rahmen von Projekten zur Verminderung des Kohlendioxid-Ausstoßes sein großes Comeback.